# 윌리엄 B. 데이비슨
윌리엄 B. 데이비슨(William B. Davidson, 1888년 6월 16일 ~ 1947년 9월 28일)은 미국의 배우이다.

## 영화
- 딕 트레이시의 딜레마 (1947년)
- 댓 하겐 걸 (1947년)
- 마이 와일드 아이리시 로즈 (1947년)
- 농부의 딸 (1947년)
- 러버 컴 백 (1946년)
- 황야의 결투 (1946년)
- 딜린저 (1945년)
- 여행 가방 (1945년)
- 쉐인 온 하베스트 문 (1944년)
- 그리니치 빌리지 (1944년)
- 업 인 암스 (1944년)
- 레츠 페이스 잇 (1943년)
- 해피 고 럭키 (1943년)
- 허스 투 홀드 (1943년)
- 인 디스 아워 라이프 (1942년)
- 영웅의 여자 (1942년)
- 성조기의 행진 (1942년)
- 철완 짐 (1942년)
- 위크-엔드 인 하바나 (1941년)
- 홀드 댓 고스트 (1941년)
- 인 더 네이비 (1941년)
- 선 밸리 세레나데 (1941년)
- 나이스 걸 (1941년)
- 리멤버 더 데이 (1941년)
- 릴리언 러셀 (1940년)
- 메릴랜드 (1940년)
- 틴 팬 앨리 (1940년)
- 쓰리 스마트 걸 그로우 업 (1939년)
- 해피 랜딩 (1938년)
- 허리케인 (1937년)
- 싱잉 키드 (1936년)
- 1937년의 황금광들 (1936년)
- 오일 포 더 램프 오브 차이나 (1935년)
- 십자군 (1935년)
- 고 인투 유어 댄스 (1935년)
- 로버타 (1935년)
- 댄저러스 (1935년)
- 트웬티 밀리언 스윗하트 (1934년)
- 레몬 드롭 키드 (1934년)
- 슬픔은 그대 가슴에 (1934년)
- 미트 더 바론 (1933년)
- 위험한 게임 (1932년)
- 스카페이스 (1932년)
- 써니 (1930년)
- 오, 포 어 맨 (1930년)
- 지옥의 천사들 (1930년)
- 더 크래들 스내처스 (1927년)